# 焰序山龙眼
焰序山龙眼（学名：Helicia pyrrhobotrya）为山龙眼科山龙眼属下的一个种。

## 扩展阅读
維基物種上的相關：焰序山龙眼